# Кзыл Яр (Нижнекамский район)
 Кзыл Яр  — деревня в Нижнекамском районе Татарстана. Входит в состав Сухаревского сельского поселения.

## География
Находится в центральной части Татарстана на расстоянии приблизительно 24 км по прямой на юг-юго-запад от районного центра города Нижнекамск.

## История
Основана в 1924 году.

## Население
Постоянных жителей было: в 1926 году — 158, в 1938—230, в 1949—288, в 1958—280, в 1970—373, в 1979—212, в 1989 — 99, в 2002 − 81 (татары 91 %), 107 в 2010.